# Kylie Minogue (album)
Kylie Minogue je páté studiové album australské zpěvačky Kylie Minogue, vydané 19. září 1994 hudebním vydavatelstvím Deconstruction Records. Podle Steve Andersona, jednoho ze skladatelů a producenta alba, se alba prodalo na 2 miliony kopií po celém světě.

## Seznam skladeb
1. Confide in Me“ – 5:51
2. Surrender – 4:25
3. If I Was Your Lover – 4:45
4. Where Is the Feeling? – 6:58
5. Put Yourself in My Place – 4:54
6. Dangerous Game – 5:30
7. Automatic Love – 4:45
8. Where Has the Love Gone? – 7:46
9. Falling – 6:43
10. Time Will Pass You By – 5:26